# 트라이아나 포르티스 제2군단

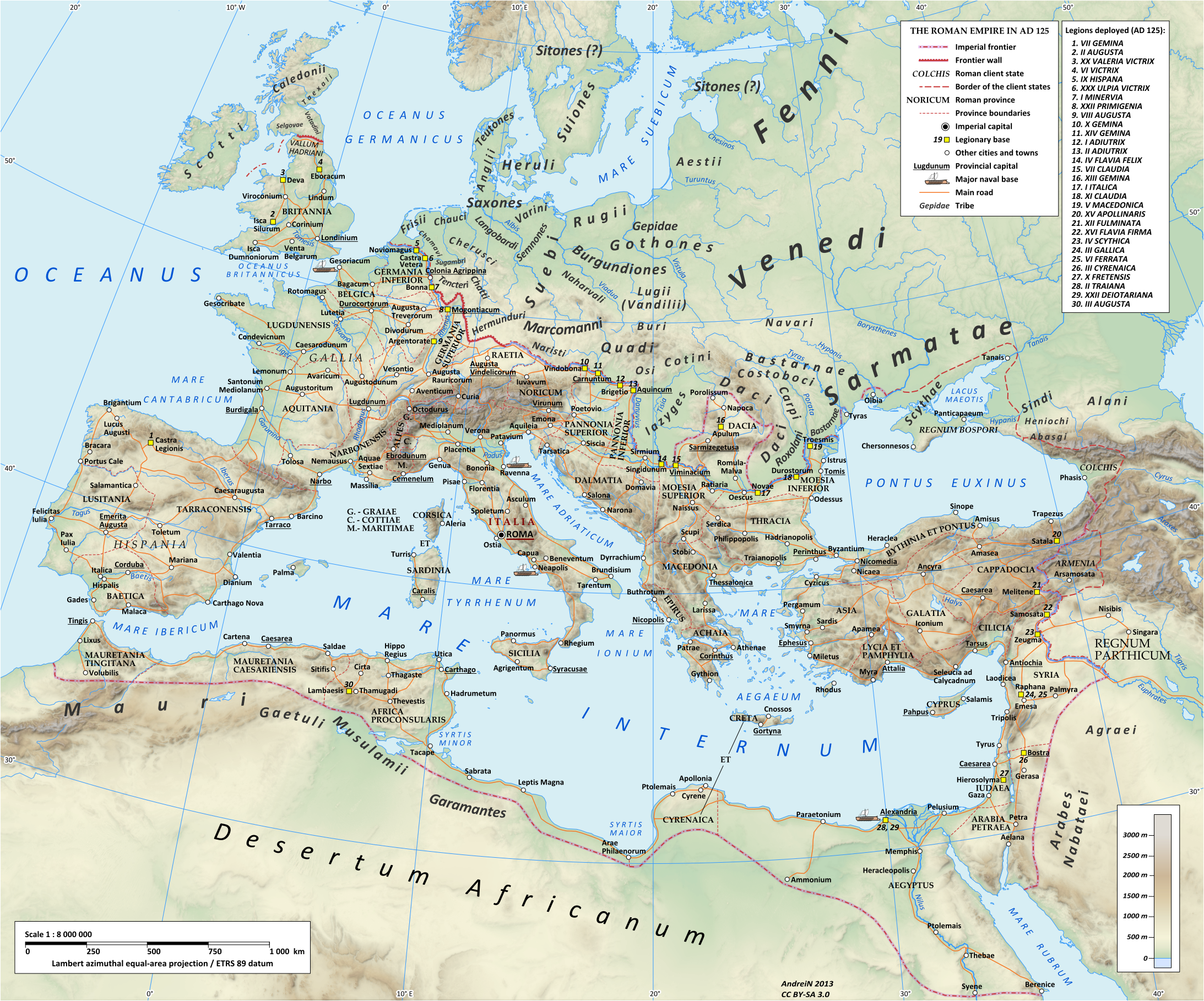
하드리아누스 황제 시기인 서기 125년의 로마 제국 지도, 서기 125년부터 4세기까지 아이깁투스 속주의 알렉산드리아 (이집트 알렉산드리아)에 배치된 트라이아나 제2군단을 나타낸다

트라이아나 제2군단(Legio II Traiana, 라틴어: "트라야누스의 제2군단")은 제정 시기 로마군의 로마 군단으로, 트라야누스 황제가 다키아 전쟁을 위해, 울피아 빅트릭스 제30군단과 함께 창설하였다. ‘트라이아나 포르티스’ 제2군단에 관한 기록들이 5세기 중엽까지 아이깁투스에서 발견되었다. 군단의 상징물은 반신 헤르쿨레스였다.

## 기원
카시우스 디오에 따르면, 트라이아나 제2군단과 울피아 빅트릭스 제30군단을 창설한 것이 트라야누스이며, 상세한 사항들은 알려져 있지 않다. H.M.D. Parker는 29개 군단이 있던 당시에 울피아 제30군단이 먼저 창설되었고, 라팍스 제21군단이 야만족들에 침입에 맞서거나 내전의 혼란 중의 전투에서 소멸되고 나서, 트라이아나 제2군단이 생기게 되었다고 한다.
Graham Webster는 군단이 창설된 시기를 101년에 두었지만, 창설 시기 자체는 확실치 않다. 루키우스 코소니우스 갈루스가 그의 경력 동안 지닌 공직들을 나열한, 트라이아나 군단에 나타내는 가장 초기 비문은 라팍스 제21군단을 다시 이 군단의 기원에 얽히게 하는데, 갈루스는 처음에 라팍스 군단의 트리부누스 밀리툼이었고, 트라야누스의 제1차 다키아 전쟁에서 공로를 세운 뒤 몇 년 후에 트라이아나 제2군단의 지휘관으로 임명된 것으로 보인다. 분명한 기록은 갈루스가 보조 집정관으로 있던 시기인 108년에 트라이아나 제2군단이 존재했다는 것이다.

## 참전

### 파르티아 원정 및 유대 반란
115년에, ‘트라이아나 포르티스’ 제2군단은 트라야누스의 파르티아 원정 대군에 포함되었다. 117년에, 군단은 유대에서 반란이 막 끝난 후 평화 유지를 위해 유대 속주에 배정되었다. 123년에 파르티아인들과 충돌 동안, 티베리우스 클라우디우스 콰르티누스는 트라이아나 제2군단과 키레나이카 제3군단 벙력들로 이뤄진 부대를 하드리아누스 황제의 수행원단에 앞에 서서 유프라테스강 유역으로 이끌었다. 125년에, 트라이아나 군단은 데이오타리아나 제22군단과 같이 니코폴리스 (알렉산드리아 바로 옆)에 있는 주둔지를 같이 쓰도록 아이깁투스 속주로 처음 보내졌다. 132년과 136년 사이, 이들은 바르 코크바의 난을 처리하기 위해 다시 유대 지역으로 보내졌다. 마르쿠스 아우렐리우스 시절의 한 비문은 이 당시에 트라이아나 제2군단이 아이깁투스에 배치된 유일한 군단이라는 것을 나타냈다.

### 알렉산드리아 포위
이집트 남부가 로마의 지배에 대해 봉기를 일으켰을 때 트라이아나 제2군단은 니코폴리스의 주둔지에 있었다. 이어지는 이집트 농민 봉기 때, 알렉산드리아는 몇 달간 포위당하였다. 역병과 기근에도, 알렉산드리아 방어측은 굳건히 맞섰다.
트라이아나 군단과 데이오타리아나 제22군단에 대한 구조는 아비디우스 카시우스가 시리아의 군단들과 172년에 도착했을 때 이뤄졌다. 군단은 ‘로마의 빵바구니’에 대한 용감한 방어에 대해 ‘포르티스’(Fortis, 용감한)라는 칭호를 수여받았다. 카시우스는 마르쿠스 아우렐리우스가 마르코만니 전쟁으로 바쁜 동안, 제국의 동방의 지배자였다.
카시우스는 마르쿠스 아우렐리우스가 죽었다고 생각하여, 아우렐리스의 아내의 축복과 함께 스스로 황제라고 선언하였으나, 그의 군단들은 아우렐리우스가 반란군을 진압하러 다뉴브 군단을 이끌고 오고 있다는 걸 알게 되었다. 다른 군단들과 함께 트라이아나 군단은 카시우스의 머리를 베어, 아우렐리스에게 보냈고, 그도 반란에 가담했던 병력들에 처벌을 하지 않다.

### 시리아 반란
'트라이아나 포르티스' 제2군단의 역사는 로마 군단들의 정치적 역할에 관한 예시를 보여준다. 194년에, 시리아 속주의 총독 페스켄니우스 니게르는 트라이아나 군단 및 다른 군단들의 지지로 반란을 일으켰다. 그의 적수는 황제가 되는 셉티미우스 세베루스였다. 최후의 결전이 벌어지기 전 날에, 트라이아나 군단은 편을 바꾸어 세베루스에게 충성을 맹세하였다. 이 행위가 페스켄니우스의 패배에 결정적이었을 수 있다.

### 게르만족 원정
3세기 초에 트라이아나 군단은 카라칼라의 대 게르만족 원정에 포함되어 '게르마니카'라는 코그노멘을 수여받았다.

### 아폴로노폴리스 마그나 배치
노티티아 디그니타툼 (400년경 문서)에 의하면, 트라이아나 포르티스 제2군단은 5세기 초에 아이깁투스 남부의 아폴로노폴리스 마그나에 배치되어, 몇몇 벡실라티오들과 같이 이집트 국경 부대 (Comes limitis Aegypti)로 활동했다.

## 같이 보기
- 로마 군단 목록